# Präfektur Toyama
Die Präfektur Toyama (jap. 富山県, Toyama-ken) ist eine der Präfekturen Japans. Sie liegt in der Region Chūbu auf der Insel Honshū. Sitz der Präfekturverwaltung ist Toyama.

## Geographie
Seen, Schluchten und hohe Berge bestimmen das Bild der Präfektur Toyama. Hauptsächliche Attraktionen sind der Kurobeschlucht-Tateyama-Distrikt, Teil des Chūbu-Sangaku-Nationalparks, und die Küste bei Himi, Teil des Noto-Hantō-Quasi-Nationalparks. Die Südwestecke der Präfektur ist Teil des Hakusan-Nationalparks.

## Geschichte
Nach der Taika-Reform im Jahr 645 wurde die Gegend zur Provinz Etchū. Am Oberlauf des Flusses Shokawa liegt eines jener abgelegenen Gebiete, die angeblich von den Taira besiedelt wurden, nachdem diese bei der Seeschlacht von Dan-no-ura im Jahr 1185 in die Flucht geschlagen worden waren.
In der Edo-Zeit kam der Ostteil der Provinz Etchū in Form des Fürstentums Toyama unter die Kontrolle einer Nebenlinie des Maeda-Klans, der Westen von Etchū gehörte zu Kaga/Kanazawa, das vom Hauptzweig der Maeda beherrscht wurde und von dem Toyama im 17. Jahrhundert als Zweiglehen abgetrennt worden war.
In der Meiji-Restauration wurden 1871 bei der „Abschaffung der Fürstentümer und Einrichtung von Präfekturen“ (haihan chiken) aus den Fürstentümern (-han) Toyama und Kanazawa zunächst die Präfekturen (-ken) Toyama und Kanazawa. In der folgenden Präfekturfusionswelle 1871/72 wurde Toyama mit einem Teil von Kanazawa zur Präfektur Niikawa zusammengelegt, der Landkreis Imizu von Etchū (vorher Kanazawa) kam zunächst zur Präfektur Nanao, die sonst die Provinz Noto umfasste, die Präfektur Kanazawa wurde auf die Provinz Kaga reduziert.
1883 wurde die aus Kanazawa entstandene Präfektur Ishikawa wieder geteilt, die in der zweiten Präfekturfusionswelle 1876 auf die gesamten Provinzen Kaga, Noto und Etchū ausgedehnt worden war: Das Gebiet von Etchū wurde als zweites, heutiges Toyama eigenständig.
In den 1950er Jahren trat hier die Itai-Itai-Krankheit (chronische Cadmiumvergiftung) auf.

## Wirtschaft
Das wichtigste landwirtschaftliche Produkt ist Reis. Es werden Tulpenzwiebeln ausgeführt. Die Verfügbarkeit von billigem Strom, erzeugt in den Kraftwerken an den zahlreichen Flüsse, brachte die Entwicklung der chemischen Industrie, der Metall- und Holzverarbeitung und der Textilindustrie in Gang. Fischerei ist auch bedeutend.
Die Präfektur Toyama hat eine mehr als 300-jährige Tradition in der Pharmazie und nimmt mit rund 80 Arzneimittelherstellern und mehr als 100 Produktionszentren eine der Spitzenpositionen im Land ein. Das Toyama Prefectural Institute for Pharmaceutical Research ist das einzige öffentliche pharmazeutische Forschungsinstitut Japans.

## Politik
- KPJ: 1
- KDP: 3
- Kōmeitō: 1
- LDP Shin-Reiwakai: 5
- LDP: 30

Gouverneur von Toyama ist seit der Gouverneurswahl im Oktober 2020 Hachirō Nitta. Bei der Wahl 2024, die mit der nationalen Abgeordnetenhauswahl 2024 zusammenfiel, wurde er gegen nur einen, KPJ-gestützten Herausforderer für eine zweite Amtszeit wiedergewählt. Im Parlament blieb die Liberaldemokratische Partei bei den Wahlen im April 2023 mit 31 der 40 Sitze im Besitz einer Dreiviertelmehrheit.
In der überwiegend ländlichen Präfektur ist die Liberaldemokratische Partei stark: Alle direkt gewählten Vertreter im nationalen Parlament – drei im Abgeordnetenhaus, einer je Teilwahl im Rätehaus – sind nach den Parlamentswahlen 2019, 2022 und 2024 Liberaldemokraten, namentlich:
- im Abgeordnetenhaus
  - für den Wahlkreis 1, der den Großteil der Stadt Toyama umfasst, Hiroaki Tabata (LDP, 5. Amtszeit), zuvor für kurze Zeit Abgeordneter im Präfekturparlament, davor im Rat der Stadt Toyama,
  - für den Wahlkreis 2 im Süden und Osten Eishun Ueda (LDP, 2. Amtszeit), der 2021 den langjährigen Abgeordneten Mitsuhiro Miyakoshi ablöste, davor seit 1999 Präfekturparlamentsabgeordneter,
  - für den Wahlkreis 3, der den Westen mit Toyamas zweitgrößter Stadt Takaoka abdeckt, Keiichirō Tachibana (LDP, 6. Amtszeit), zuvor Bürgermeister von Takaoka und 2024 für das Kabinett Ishiba stellvertretender Leiter des Kabinettssekretariats, und
- im Rätehaus
  - bis 2028 Kōtarō Nogami (LDP, 4. Amtszeit), ehemaliger Landwirtschaftsminister im Kabinett Suga, sowie
  - bis 2025 Shigeru Dōko (LDP, 2. Amtszeit), zuvor seit 1998 Bürgermeister der Stadt Himi.

## Verwaltungsgliederung
Bei der Einführung der heutigen Gemeindeformen 1889 wurde Toyama in 271 Gemeinden eingeteilt, darunter die beiden kreisfreien Städte Toyama und Takaoka. Seit April 2005 ist der Präfektursitz auch eine „Kernstadt“.

Die Zahl der Gemeinden sank in fast 100 Jahren von 270 (1920) über 213 (1950) und 53 (1955) auf derzeit (seit 2006) 15. Zehn kreisfreie (-shi) und vier kreisangehörige Städte (-machi) sowie ein Dorf (-mura) weist die aktuelle Gliederung auf.
In nachstehender Tabelle sind die zwei Landkreise (郡, -gun) kursiv dargestellt, darunter jeweils (eingerückt) die Kleinstädte (町, -machi) und das Dorf (村, mura) innerhalb dieser. Eine Abhängigkeit zwischen Landkreis und Kleinstadt ist auch an den ersten drei Stellen des Codes (1. Spalte) ersichtlich. Am Anfang der Tabelle stehen die kreisfreien Städte (市, -shi).

Die Gemeinden der Präfektur Toyama

| kreisfreie Stadt (-shi) |              |
| Kleinstadt (-chō)       | Dorf (-mura) |

| Code                                            | Name                                            | Name     | Fläche (in km²)  | Bevölkerung      | Bevölkerung      | Bevölkerungs- dichte (Ew./km²)3 |
| Code                                            | Rōmaji                                          | Kanji    | 1. Oktober 20171 | 1. Oktober 20182 | 1. Oktober 20153 | Bevölkerungs- dichte (Ew./km²)3 |
| ----------------------------------------------- | ----------------------------------------------- | -------- | ---------------- | ---------------- | ---------------- | ------------------------------- |
| 16201                                           | Toyama-shi                                      | 富山市   | 1241,77          | 417.332          | 418.686          | 337,17                          |
| 16202                                           | Takaoka-shi                                     | 高岡市   | 209,57           | 169.277          | 172.125          | 821,32                          |
| 16204                                           | Uozu-shi                                        | 魚津市   | 200,61           | 41.874           | 42.935           | 214,02                          |
| 16205                                           | Himi-shi                                        | 氷見市   | 230,56           | 45.791           | 47.992           | 208,15                          |
| 16206                                           | Namerikawa-shi                                  | 滑川市   | 54,63            | 32.494           | 32.755           | 599,58                          |
| 16207                                           | Kurobe-shi                                      | 黒部市   | 426,31           | 40.474           | 40.991           | 96,15                           |
| 16208                                           | Tonami-shi                                      | 砺波市   | 127,03           | 48.377           | 49.000           | 385,74                          |
| 16209                                           | Oyabe-shi                                       | 小矢部市 | 134,07           | 29.394           | 30.399           | 226,74                          |
| 16210                                           | Nanto-shi                                       | 南砺市   | 668,64           | 49.196           | 51.327           | 76,76                           |
| 16211                                           | Imizu-shi                                       | 射水市   | 109,43           | 91.129           | 92.308           | 843,53                          |
| 16320                                           | Nakaniikawa-gun                                 | 中新川郡 | 547,46           | 48.931           | 50.229           | 91,75                           |
| 16321                                           | Funahashi-mura                                  | 舟橋村   | 3,47             | 3055             | 2982             | 859,37                          |
| 16322                                           | Kamiichi-machi                                  | 上市町   | 236,71           | 20.171           | 20.930           | 88,42                           |
| 16323                                           | Tateyama-machi                                  | 立山町   | 307,29           | 25.705           | 26.317           | 85,64                           |
| 16340                                           | Shimoniikawa-gun                                | 下新川郡 | 297,55           | 35.977           | 37.581           | 126,30                          |
| 16342                                           | Nyuzen-machi                                    | 入善町   | 71,25            | 24.480           | 25.335           | 355,58                          |
| 16343                                           | Asahi-machi                                     | 朝日町   | 226,30           | 11.497           | 12.246           | 54,11                           |
|                                                 |                                                 |          |                  |                  |                  |                                 |
| Shi-bu (All Shi, Anteil der kreisfreien Städte) | Shi-bu (All Shi, Anteil der kreisfreien Städte) | 市 部    | 3402,60          | 965.338          | 978.518          | 287,58                          |
| Shi-bu (All Shi, Anteil der kreisfreien Städte) | Shi-bu (All Shi, Anteil der kreisfreien Städte) | 市 部    | 845,01           | 84.908           | 87.810           | 103,92                          |
|                                                 |                                                 |          |                  |                  |                  |                                 |
| 16000                                           | Toyama-Ken (Präfektur Toyama)                   | 富山県   | 4247,61          | 1.050.246        | 1.066.328        | 251,04                          |

## Größte Orte
| Census-Jahr | Einwohner | Einwohner | Einwohner | Einwohner |
| Census-Jahr | 2015      | 2010      | 2005      | 2000      |
| ----------- | --------- | --------- | --------- | --------- |
| Toyama      | 418.686   | 421.953   | 421.239   | 325.700   |
| Takaoka     | 172.125   | 176.061   | 167.685   | 172.184   |
| Imizu       | 92.308    | 93.588    | ——        | ——        |
| Nanto       | 51.327    | 54.724    | 58.140    | ——        |
| Tonami      | 49.000    | 49.410    | 49.429    | 40.744    |
| Himi        | 47.992    | 51.726    | 54.495    | 56.680    |
| Uozu        | 42.935    | 44.959    | 46.331    | 47.136    |
| Kurobe      | 40.991    | 41.852    | 36.543    | 36.531    |
| Namerikawa  | 32.755    | 33.676    | 34.002    | 33.363    |
| Shinminato  | ——        | ——        | 36.547    | 37.287    |
| Oyabe       | 30.399    | 32.067    | 33.533    | 34.625    |

- 1. November 2004 – Die kreisfreie Stadt Nanto wird aus acht Gemeinden gebildet.
- 1. November 2005 – Die kreisfreie Stadt Imizu wird aus vier Gemeinden und der kreisfreien Stadt Shinminato gebildet.

### Bevölkerungsentwicklung der Präfektur
| Census- Jahr | Gesamt- Bevölkerung | männliche Bevölkerung | weibliche Bevölkerung | Geschlechter- verhältnis Männer auf 1000 Frauen | Fläche in km2 | Bevölkerungs- dichte Einw. je km2 |
| ------------ | ------------------- | --------------------- | --------------------- | ----------------------------------------------- | ------------- | --------------------------------- |
| 1920         | 724.276             | 354.775               | 369.501               | 960                                             | 4257,42       | 170,1                             |
| 1925         | 749.243             | 368.593               | 380.650               | 968                                             | 4257,42       | 176,0                             |
| 1930         | 778.953             | 381.809               | 397.144               | 961                                             | 4257,42       | 183,0                             |
| 1935         | 798.890             | 388.771               | 410.119               | 948                                             | 4257,42       | 187,7                             |
| 1940         | 822.569             | 401.261               | 421.308               | 952                                             | 4257,42       | 193,2                             |
| 1945         | 953.834             | 442.490               | 511.344               | 865                                             | 4257,42       | 224,0                             |
| 1950         | 1.008.790           | 488.850               | 519.940               | 940                                             | 4257,21       | 237,0                             |
| 1955         | 1.021.121           | 494.109               | 527.012               | 938                                             | 4252,03       | 240,2                             |
| 1960         | 1.032.614           | 500.545               | 532.069               | 941                                             | 4252,03       | 242,9                             |
| 1965         | 1.025.465           | 491.662               | 533.803               | 921                                             | 4252,16       | 241,2                             |
| 1970         | 1.029.695           | 492.492               | 537.203               | 917                                             | 4252,16       | 242,2                             |
| 1975         | 1.070.791           | 514.991               | 555.800               | 927                                             | 4252,16       | 251,8                             |
| 1980         | 1.103.459           | 532.686               | 570.773               | 933                                             | 4252,16       | 259,5                             |
| 1985         | 1.118.369           | 538.955               | 579.414               | 930                                             | 4252,32       | 263,0                             |
| 1990         | 1.120.161           | 538.640               | 581.521               | 926                                             | 4246,09       | 263,8                             |
| 1995         | 1.123.125           | 540.921               | 582.204               | 929                                             | 4246,47       | 264,5                             |
| 2000         | 1.120.851           | 540.212               | 580.639               | 930                                             | 4247,22       | 263,9                             |
| 2005         | 1.111.729           | 535.617               | 576.112               | 930                                             | 4247,39       | 261,7                             |
| 2010         | 1.093.247           | 526.605               | 566.642               | 929                                             | 4247,61       | 257,4                             |
| 2015         | 1.066.328           | 515.147               | 551.181               | 935                                             | 4247,61       | 251,0                             |

## Galerie

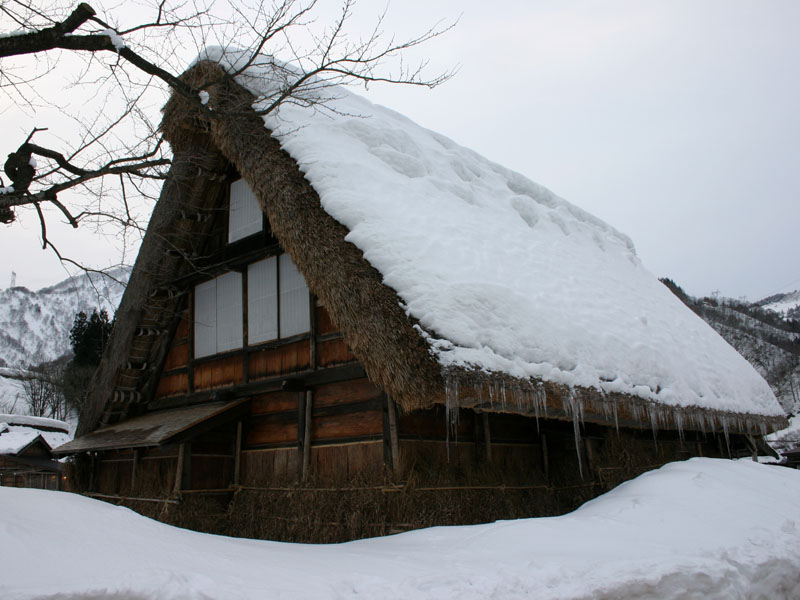
Gokayama
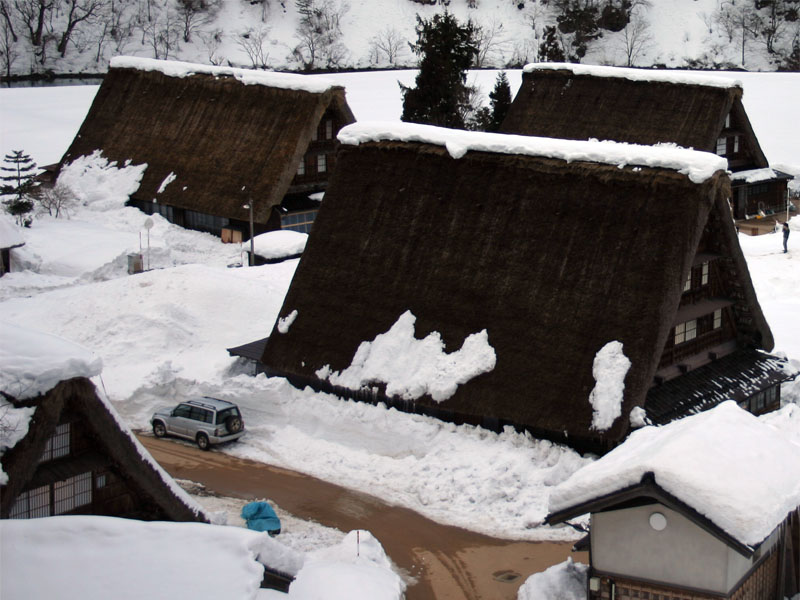
Gokayama
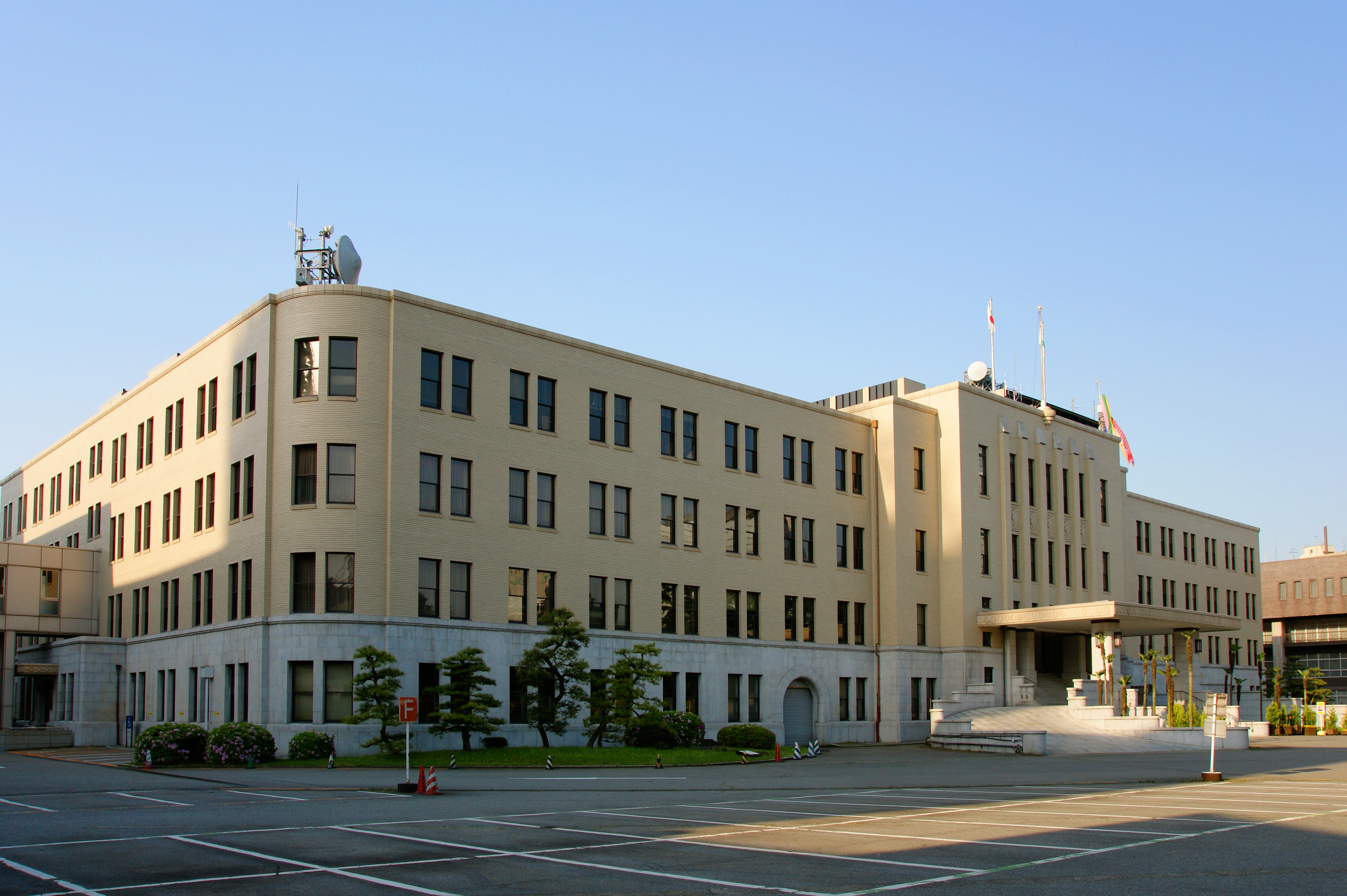
Das Hauptgebäude der Präfekturverwaltung im Stadtteil Shinsōgawa der Stadt Toyama.
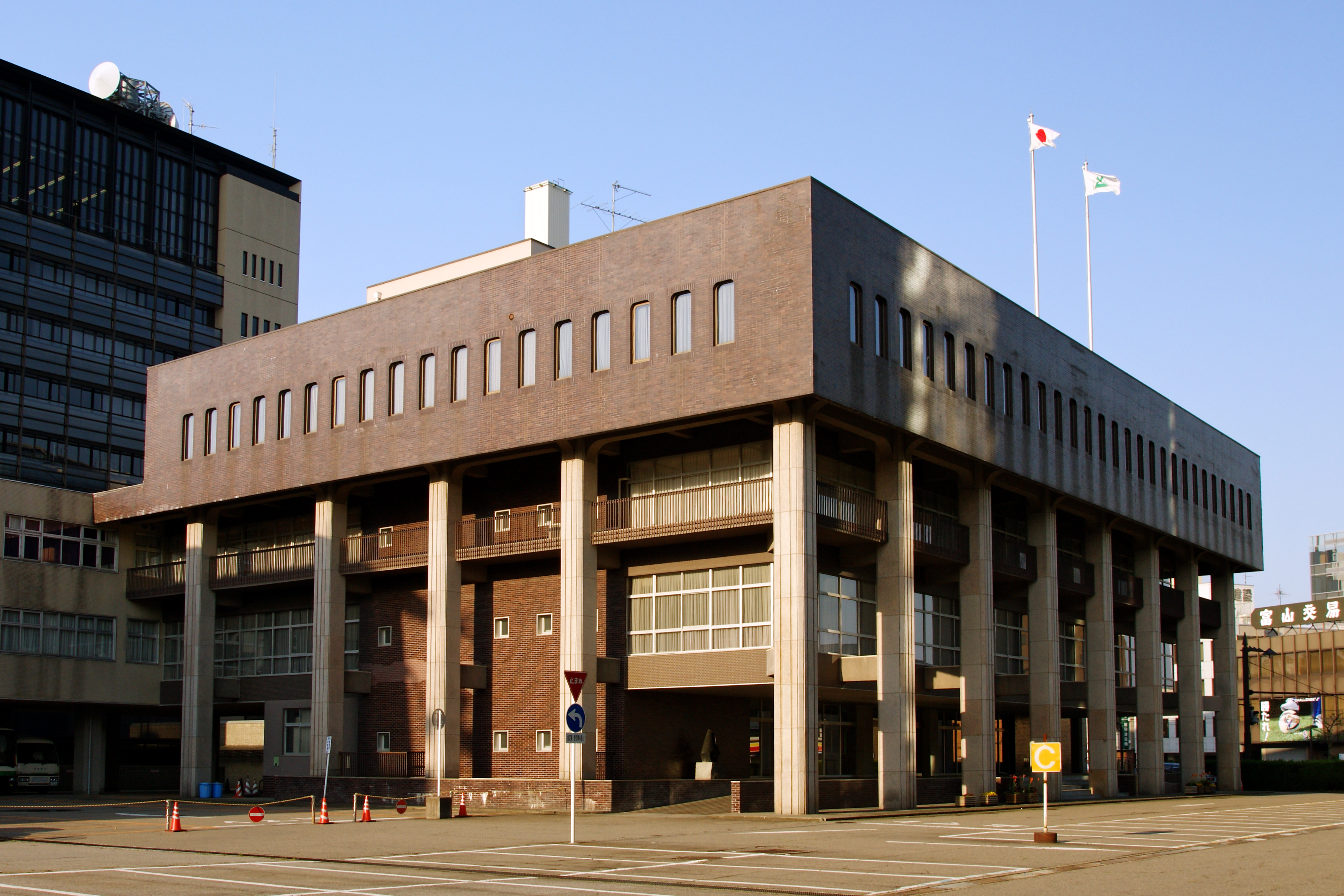
Das Parlamentsgebäude im gleichen Gebäudekomplex.